# アウトストラーダ A27
アウトストラーダ A27 ダレマーニャ、略してA27はイタリアのアウトストラーダである。ヴェネツィア県のメストレ環状線から始まり、モリアーノ・ヴェーネト近くでA4と交差し、ポンテ・ネッレ・アルピ(ベッルーノ)まで北に向かい、その先で国道51号アレマーニャに合流して終わる。この道路はアウトストラーデ・イタリア社により管理されており、有料区間はカザーレ・スール・シーレ出口の次にあるヴェネツィア北本線料金所からベッルーノ本線料金所までである。11月15日から4月15日までの期間は全線で冬季装備の義務がある。

## 歴史と経路概要

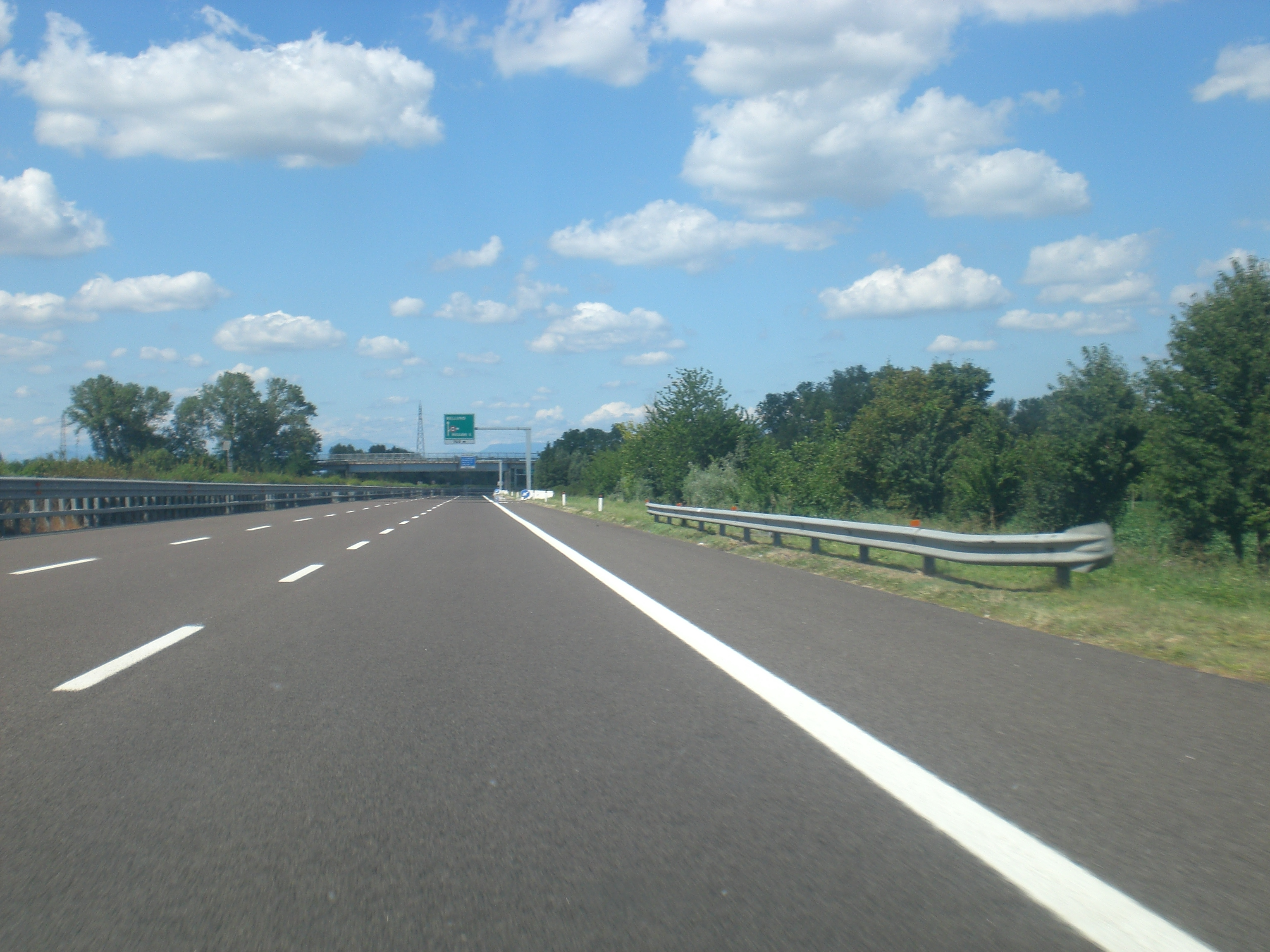
モリアーノ・ヴェーネト出入り口近郊のA27 ベッルーノ方面

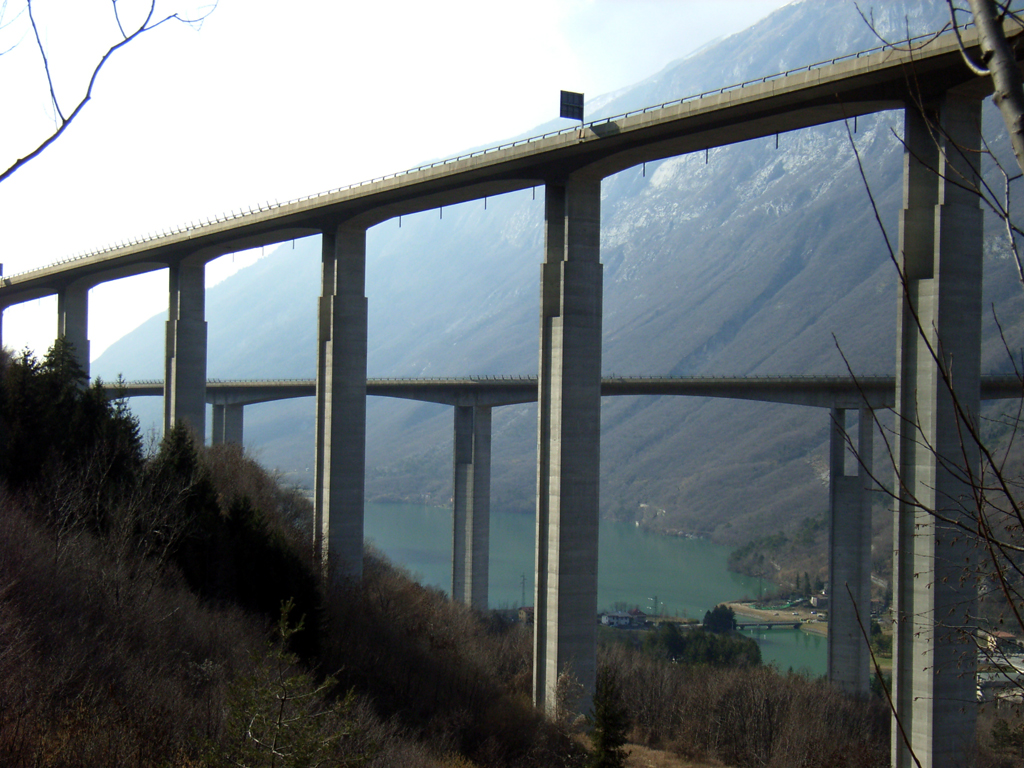
ラピジーナ渓谷の高架橋

このアウトストラーダの最初の区間、メストレからコネリアーノまでは、1972年9月29日に供用開始された。引き続く12月1日に、コネリアーノからヴィットリオ・ヴェネトまでの11.1kmが、そして、翌年3月16日に、ヴィットリオ・ヴェネトから国道51号までの短い区間が開通した。
このアウトストラーダはマルカ・トレヴィジアーナの中心部(モリアーノ・ヴェーネト、トレヴィーゾ、コネリアーノ、ヴィットリオ・ヴェネト)を通り、それらの都市をA4に接続する。また、ドロミーティの観光地に行きたい人のためには、国道51号より便利な代替手段となっている。1995年から、ヴィットリオ・ヴェネト北からピアン・ディ・ヴェドイア(ポンテ・ネッレ・アルピ)の延伸部分が開通している。
この最後の区間は、ヴィットリオ・ヴェネト北出入口の先でパダーノ・ヴェネタの平野部をあとにしてプレアルプスに入る。ラピジーナ渓谷をいくつかの大きな高架橋を使って渡り、セッラ・ディ・ファダルトとサンタ・クローチェ湖地域をふたつのトンネルで通り抜け、ポンテ・ネッレ・アルピ近くのピアン・ディ・ヴェドイアで終わる。メストレからコネリアーノまでは、3車線および緊急車線の構成である。
また、ヴィットリオ・ヴェネト南出入口とモンテ・バルドトンネルの間の短い区間は、急勾配での交通流確保の為3車線化されている。ヴィットリオ・ヴェネト北とベッルーノの間で上下線が広く離れているところがある。北行き車線は、もともと国道51号のバイパスとして造られたトンネルと橋梁を利用しており、南行き車線は、当初からアウトストラーダとして設計されたものである。レ・カーヴェ トンネルは、山の不安定な面を掘りすぎたため、建設中に再設計された。本来南行きとなるはずだったトンネルを北行きに使い、南行きのトンネルは更に西側に掘削しなおされている。放棄された本来の北行きトンネルの南入口は今でも残っている。
サービスエリアは3箇所にある。南から、シーレ(ここは、2020年に、少し北にあったピアーヴェに代わって開設された)、チェルヴァーダ(北行き車線のみ)、ポンテ・ネッレ・アルピ西(南行き車線のみであり、北行き車線にはパーキングエリアがある。北行きのパーキングエリアからは歩道橋が設置されていて、サービスエリアに渡って行けるようになっている。)である。経路は非常に景観が良く、広い車線は道路を安全で快適なものにしている。
このアウトストラーダはアウトストラーデ・イタリア社が管理している。
1991年に開通したメストレ側のヴェネツィア・テッセラ空港への接続路部分は、メストレバイパスが開通した2009年2月8日からは、A57空港分岐路と分類されている。この区間はA27としては分類されていない。
2012年12月に、新たなモリアーノ・ヴェーネトへの新たな出入口が開通した。以前の出入口より市街地に近くなっており、以前の出入口は、カザーレ・スル・シーレと改名されて残っている。
ラピジーナ渓谷をわたる長い高架橋は、排水収集施設を備えていないため、水質汚染の可能性のある製品を運ぶタンクローリーは、ヴィットリオ・ヴェネト北出入口とベッルーノ出入口の間はアウトストラーダから一旦出て、国道51号アレマーニャを通らねばならない。

### オーストリア方面への延伸
このアウトストラーダを、 カドーレ、マウリア、トルメッツォ方面に延伸させて、アウトストラーダ A23に接続するという提案が何年も議論されている。
最初の計画は、このアウトストラーダをミュンヘンに接続するために、オーストリアとドイツの高速道路に接続することだった。そこから、このアウトストラーダは、アウトストラーダ ダレマーニャ(ドイツへの高速道路)と命名された。
2010年以来、ヴェネツィアとミュンヘンを接続する高速道路の提案は、ボルツァーノの県議会とオーストリアのチロル地方の反対にもかかわらず、ヴェネト地方議会とそれに対応するバイエルン側の両方によって強力に再開された。ヴェネト地方議会はまた、A27のピエーヴェ・ディ・カドーレまでの延伸、および、それに付随する、ピアン・ディ・ヴェドイア、ロンガローネ、ピアン・デ・ラバーテ出入口の建設についても前向きな意見を述べた。しかし，2016年に、欧州議会での議決により、北への延伸の可能性が事実上阻止された。

### 開通日
- 1972年6月29日に、メストレからコネリアーノまでの最初の区間が開通
- 1972年12月2日に、コネリアーノからヴィットリオ・ヴェネトまでの区間が開通
- 1994年11月30日に、ヴィットリオ・ヴェネトからラーゴ・ディ・サンタ・クローチェ出入口まで、及び、カドーラ(ベッルーノ)出入口からピアン・ディ・ヴェドイアまでの2区間が開通
- 1995年6月28日に、最後のカドーラ(ベッルーノ)からラーゴ・ディ・サンタ・クローチェまでが開通

ラーゴ・ディ・サンタ・クローチェはもともとは仮設出入口だったので北行きは出口のみ、南行きは入口のみの出入口だった。この出入口はカドーラからラーゴ・ディ・サンタ・クローチェの区間が開通したことにより廃止する予定だった。しかし、ラーゴ・ディ・サンタ・クローチェの経済活動により存続させることが有効と判断され、閉鎖していない。

## 行程
| VENEZIA - BELLUNO Autostrada d'Alemagna |                                                                |      |      |      |
| 種別                                    | 方面                                                           | ↓km↓ | ↑km↑ | 地域 |
|                                         | Tangenziale di Mestre Venezia-Tessera                          | 0.0  | 82.5 | VE   |
|                                         | Mogliano Veneto                                                | 4.0  | 78.5 | TV   |
|                                         | Casale sul Sile                                                | 4.8  | 77.3 | TV   |
|                                         | Venezia 北本線料金所                                           | 5    | 77.5 | TV   |
|                                         | Milano – Trieste                                               | 6.4  | 76.1 | TV   |
|                                         | "Sile"サービスエリア                                           | 8    | 74.5 | TV   |
|                                         | Treviso sud Tangenziale di Treviso Treviso-Sant'Angelo         | 13.4 | 70.6 | TV   |
|                                         | Treviso nord                                                   | 22.6 | 61.4 | TV   |
|                                         | Pedemontana Veneta 工事中                                      | 26.0 | 58.0 | TV   |
|                                         | "Piave"サービスエリア                                          | 26.0 | 58.0 | TV   |
|                                         | Conegliano Portogruaro - Pordenone - Conegliano                | 41.2 | 42.8 | TV   |
|                                         | "Cervada"サービスエリア                                        | 50.0 | -    | TV   |
|                                         | Vittorio Veneto sud                                            | 52.3 | 31.7 | TV   |
|                                         | Vittorio Veneto nord                                           | 58.9 | 25.1 | TV   |
|                                         | Fadalto – Lago di Santa Croce                                  | 66.9 | 17.1 | TV   |
|                                         | Belluno本線料金所                                              | 75.2 | 8.8  | BL   |
|                                         | Belluno                                                        | 77.2 | 6.8  | BL   |
|                                         | "Ponte nelle Alpi"サービスエリア                               | -    | 2.0  | BL   |
|                                         | "Ponte nelle Alpi"パーキングエリア                             | 82.0 | -    | BL   |
|                                         | Pian di Vedoia Cadore – Dolomiti di Alemagna Cortina d'Ampezzo | 82.5 | 0.0  | BL   |

### トンネル
このアウトストラーダにはいくつものトンネルがある。
| Autostrada A27 - 本線上のトンネル |        |                 |                 |                |                |      |
| 名称                              | 開通年 | 北行きの長さ(m) | 南行きの長さ(m) | 南入口位置(km) | 北入口位置(km) | 備考 |
| モンテ・バルド                    | 1972   | 1,864           | 1,865           | 55.9           | 57.8           |      |
| サン･フロリアーノ                 | 1995   | 207             | 207             | 62.5           | 62.7           |      |
| ファダルト東                      | 1995   | 1,016           | 北行き車線のみ  | 67.6           | 68.6           |      |
| ファダルト西                      | 1995   | 南行き車線のみ  | 2,055           | 67.9           | 70.0           |      |
| サンタ・クローチェ東              | 1995   | 339             | 北行き車線のみ  | 68.4           | 68.7           |      |
| レ・カーヴェ東/西                 | 1995   | 3,153           | 3,790           | 71.3           | 75.1           |      |
| パラスケッジェ                    | 1995   | 600             | 600             | 76.5           | 77.1           |      |

| Autostrada A27 - 出入口ランプ上のトンネル |                             |                  |        |         |                                                                |
| 名称                                      | 出入口                      | 位置             | 開通年 | 長さ(m) | 備考                                                           |
| 名称なし                                  | Fadalto-Lago di Santa Croce | 北行き出口ランプ | 1994   | 100     | 入口にトンネルの標識がないため、距離は以下のサイトの情報を使用 |
| ベッルーノ出入口                          | Belluno                     | 南行き出口ランプ | 1994   | 100     | 入口にトンネルの標識がないため、距離は以下のサイトの情報を使用 |
| ベッルーノ出入口                          | Belluno                     | 南行き入口ランプ | 1995   | 300     | 入口にトンネルの標識がないため、距離は以下のサイトの情報を使用 |

サン・フロリアーノ トンネルは、長さが短くかつ完全に直線であるため、2001年まで照明がなかった。ファダルト東、ファダルト西、サンタ・クローチェ東、レ・カーヴェ東、レ・カーヴェ西、以上のトンネルは最初は左右2列の照明を備えていた。しかし、双方向通行道路のトンネルとは異なり、アウトストラーダは一方通行のため、トンネルでは一列の照明のみが義務化されているということから、2006年に右側の列が取り外された。何年かの後、モンテ・バルド トンネルにも同じことが起きた。

## 画像集

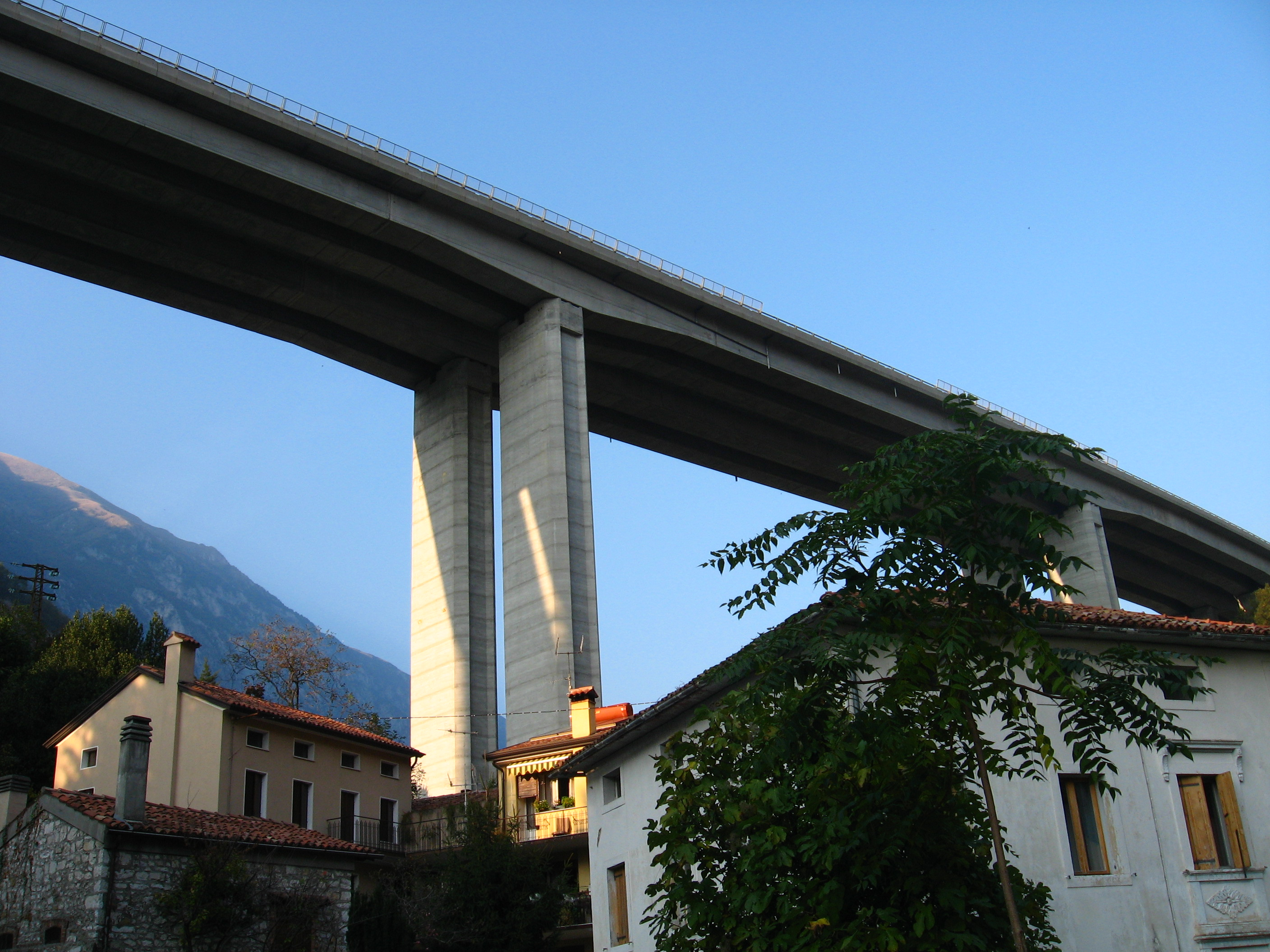
ラピジーナ渓谷を渡るA27高架橋の橋脚D
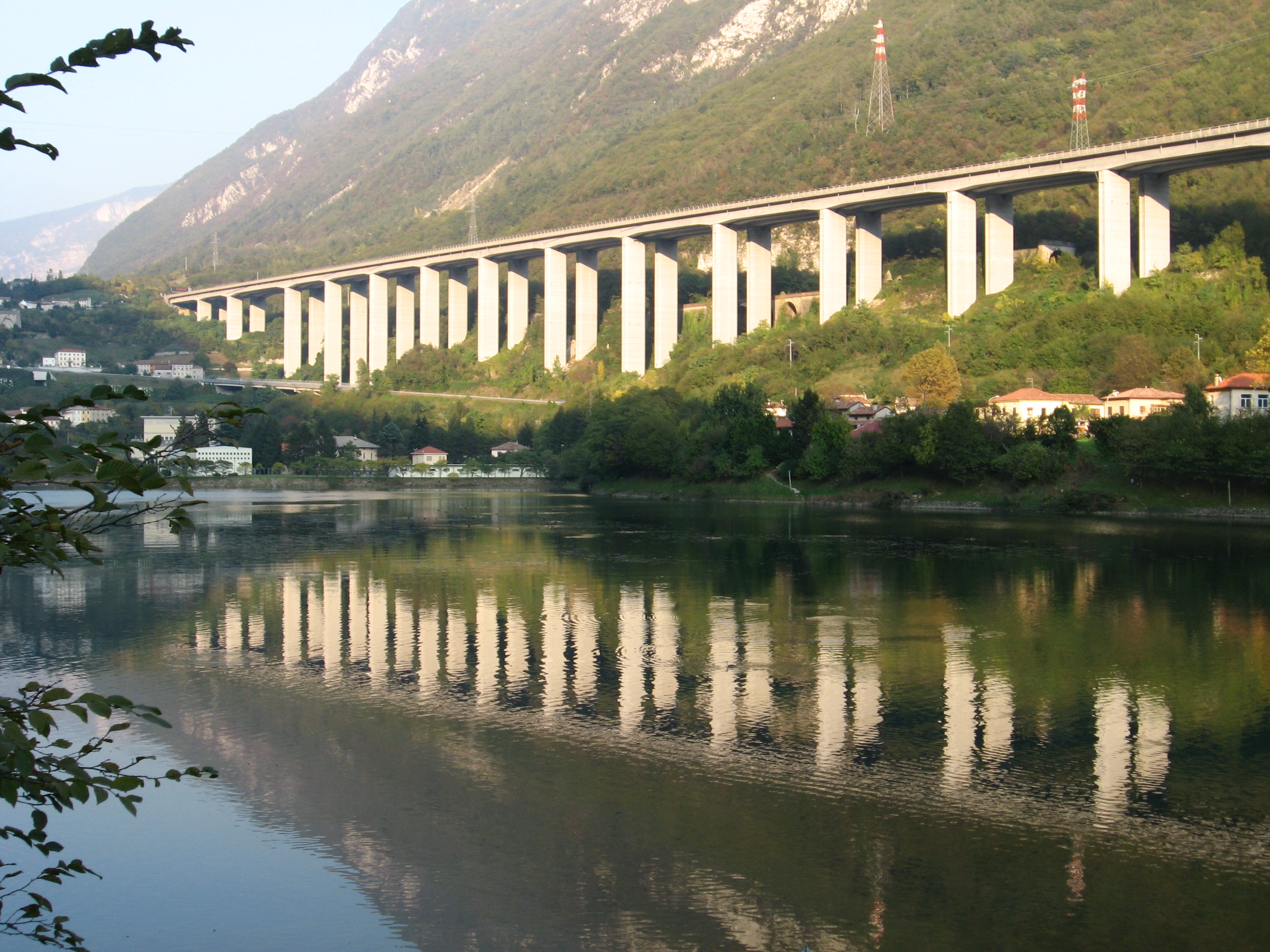
レステッロ湖近郊のA27 (ラピジーナ渓谷-ヴィットリオ・ヴェネト)
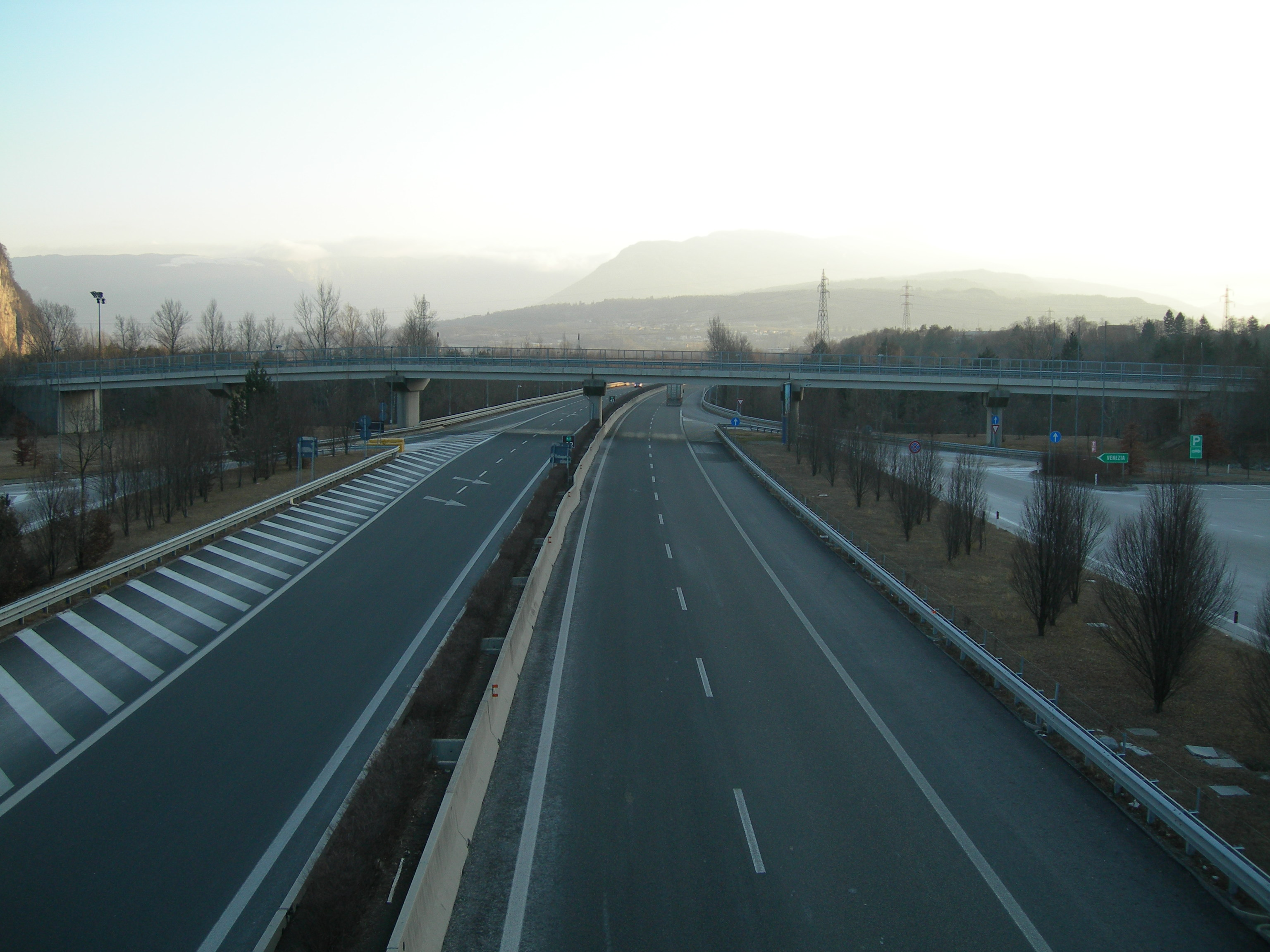
ポンテ・ネッレ・アルピ サービスエリア(BL)の歩道橋から見たA27